# Zheng Manqing
Zheng Manqing (chinesisch 鄭曼青 / 郑曼青, Pinyin Zhèng Mànqīng, W.-G. Cheng Man-ch’ing, * 29. Juli 1902; † 26. März 1975) war ein chinesischer Taijiquanmeister, Künstler und Arzt. Er wurde aufgrund seiner außergewöhnlichen Fähigkeiten im Bereich der traditionellen chinesischen Künste (Taijiquan, Medizin, Malerei, Dichtkunst und Kalligraphie) Meister der fünf Vortrefflichkeiten genannt.
Von 1928 bis 1935 wurde Zheng Manqing von Meister Yang Chengfu im Yang-Stil des Taijiquan unterrichtet. Bis zum Jahre 1946 entwickelte er aus der Langform des Yang-Stils eine stark vereinfachte Kurzform in 37 Bildern. Nach der Übernahme der Macht der Kommunisten in China im Jahr 1949 floh Zheng Manqing nach Taiwan, wo er als Lehrer arbeitete. 1964 ging er nach New York City und fand dort viele Anhänger. Er war der erste Lehrer, der mittels dieser vereinfachten Form westlichen Schülern das Taijiquan vermittelte. 
In seinem Unterricht legte Zheng Manqing besonderen Wert auf die Einhaltung der Prinzipien des Yang-Stil-Taijiquan sowie auf die Überprüfbarkeit der Fähigkeiten seiner Schüler durch das Tuishou oder Push Hands, einer der Partnerübungen des Taijiquan. Zheng Manqings Fähigkeiten im Tuishou sind vielbeachtet und filmisch dokumentiert worden.
Er veröffentlichte verschiedene Bücher über seine Kurzform und die Prinzipien des Taijiquan. Darüber hinaus schrieb er Bücher über Kunst, Medizin und Poesie. 
Zheng Manqings Person und sein Stil geraten immer wieder in die Kritik. Seine Kurzform wird von der offiziellen Yang-Familienlinie nicht anerkannt. Anhänger seiner Person und seines Stils vertreten die Meinung, dass „gutes Taijiquan“ nur durch überprüfbare Fähigkeiten (wie z. B. im Tuishou) bewiesen werden könne und die Form nur „die Angel, um den Fisch zu fangen“ ist, also das Mittel zum Zweck, die Prinzipien des Taijiquan zu verstehen und umsetzen zu können.